# Florence Bergeaud-Blackler
Pour les articles homonymes, voir Bergeaud.
Florence Bergeaud-Blackler, née le 23 octobre 1964 à Bordeaux, est une anthropologue française, chargée de recherche au CNRS, en poste au laboratoire Groupe Sociétés, Religions, Laïcités de l'EPHE, habilitée à diriger des recherches depuis 2019.
Ses travaux portent sur les questions de la normativité islamique dans les sociétés sécularisées, le marché halal et l'influence qu'elle juge croissante des Frères musulmans en Europe. Ses travaux, en particulier l'ouvrage Le Frérisme et ses réseaux, ont suscité des controverses dans le monde médiatique et académique, certains de ses collègues relevant ses inexactitudes, la faiblesse de sa méthodologie et son intention plus polémique que scientifique, quand d'autres saluent son courage et la pertinence de son travail. Elle a reçu des  menaces de mort sur les réseaux sociaux.
Elle fonde par la suite le Centre européen de recherche et d'information sur le frérisme (Cerif), financé par Pierre-Édouard Stérin, milliardaire catholique traditionnaliste proche de l'extrême droite.

## Parcours professionnel
Ayant commencé sa carrière professionnelle en tant qu'informaticienne dans l'aéronautique, Florence Bergeaud-Blackler réoriente sa carrière en suivant des études en sciences sociales à l'université de Bordeaux, qui aboutissent à un DEA en anthropologie, en 1995, et se poursuivent avec un doctorat en sociologie. Elle rédige sa thèse sous la direction de Didier Lapeyronnie avec, comme sujet, « L'institutionnalisation de l'Islam à Bordeaux : enjeux sociaux, politiques et économiques de l'implantation du culte musulman dans un espace urbain ». Elle obtient son doctorat en 1999.
Elle devient chercheuse à l'université d'Aix-Marseille, puis à l'université de Manchester. Elle est lauréate d'une bourse Marie-Curie à l'université libre de Bruxelles.[réf. nécessaire]
Depuis 2000, elle participe à des projets de recherche sur le marché halal et sur l'abattage rituel, dont elle assure la coordination. Elle est la représentante française du projet européen DIALREL, qui mobilise des chercheurs de plusieurs pays européens, de Turquie, d'Israël, de Nouvelle-Zélande. Elle est recrutée au CNRS en 2013. Ses recherches portent principalement sur les normativités islamiques et sur l'étude des conditions sociales et juridiques de production des aliments compatibles avec la religion, dans un contexte industriel européen. Ses travaux concernent les marchés des viandes dites « rituelles » (halal et casher) et plus largement le consumérisme religieux.
En 2019, elle soutient une thèse d'habilitation à diriger des recherches à l'EHESS.
Elle est directrice du conseil scientifique de l'Observatoire des fondamentalismes, créé à Bruxelles en 2020 par la militante laïque Fadila Maaroufi avec la présidente Fabienne Rouvroy, Chantal Gilbart et Bernard Pauwels,.
Elle participe également à la création à Bruxelles d'un « Café laïque » en collaboration avec l'homme d'affaires et académicien Laurent Minguet.
En mai 2023, une conférence à la Sorbonne de Florence Bergeaud-Blackler sur les Frères musulmans est reportée à la demande de la doyenne de la Faculté des Lettres. La décision fait polémique et, à la suite d'une vague d'indignation qui rappelle notamment les menaces et les invectives dont la chercheuse fait l'objet en raison de ses travaux, l'intervention est programmée en juin.
En novembre 2023, le président-directeur général du CNRS, Antoine Petit, lui adresse un rappel à l'ordre pour des attaques qu'elle a portées via les réseaux sociaux.
Elle participe en 2024 au cycle de conférences organisé par Louis Aliot, maire Rassemblement national de Perpignan, et l'écrivain Éric Naulleau, le « Printemps de la liberté d'expression », à Perpignan.
Elle est fondatrice en 2024 du Centre européen de recherche et d'information sur le frérisme (Cerif), qui bénéficie d'un financement par Pierre-Édouard Stérin, comme 24 structures proches de la droite ou de l'extrême droite dans le cadre du projet Périclès,.
En février 2025, une conférence qu'elle devait tenir à l'université de Lille à l'invitation du syndicat étudiant UNI est annulée par la présidence de l'Université qui craint un trouble à l'ordre public « eu égard au contexte extrêmement conflictuel existant entre l'invitée et les membres d'une unité établie au sein dudit campus ». La conférence est finalement donnée dans les locaux du conseil régional des Hauts-de-France à l'invitation de son président, Xavier Bertrand.
En 2025, elle provoque l'indignation de ses collègues en disant au sujet d'un projet de recherche international financé par le Conseil européen de la recherche sur l'influence du Coran sur la culture et la religion en Europe du XIIe siècle au XIXe siècle, qu'il véhicule un « certain révisionnisme historique » conforme au « rêve des Frères musulmans ».

## Travaux

### L'espace normatif
En 2015, elle publie un livre, Les Sens du Halal, résultat de ses recherches sur les normativités islamiques, et dans cas précis : le halal. Selon Bergeaud-Blackler, le marché halal était d'abord limité au contrôle de l'abattage rituel, puis à l'aube des années 2000, avec l'aide de la Malaisie par le biais du codex Alimentarius (organe de normalisation alimentaires de référence des pays de la FAO et de l'OMS), il s'est étendu à toute l'alimentation, puis aux autres produits de consommation : les cosmétiques, les médicaments, les vaccins, etc.. En parallèle est né le marketing islamique, la mode charia compatible (dont le burkini est issu), les hôtels et le tourisme halal, sous l'influence d'entrepreneurs turcs issus de la vague de réislamisation qu'a connue la Turquie dans les années 1980-1990.

### Le marché halal
En 2017, Florence Bergeaud-Blackler publie un ouvrage, Le marché halal ou l'invention d'une tradition, fruit d'un travail de recherche sur le marché halal. Dans ce livre, l'anthropologue développe le résultat de ses recherches : selon elle, le halal ne serait pas une ancienne tradition religieuse prescrite par le Coran, mais un phénomène récent, datant du début des années 1980, qui serait davantage une stratégie marketing. Pour démontrer sa thèse, sur le plan théologique, elle s'appuie notamment sur la sourate 5, verset 5 du Coran.
Elle dit constater que le marché halal, pesant ±635 milliards $ par an dans le monde, est une coproduction entre l'économie néolibérale mondialisée d'une part et les mouvements fondamentalistes de l'islam d'autre part. Elle considère que l'émergence du marché halal a changé la définition du concept « halal », qui indiquait à l'origine « ce qui est autorisé » ; aujourd'hui, il aurait une connotation exclusive : ce qui n'est pas halal (autorisé) est haram (pas autorisé).
Selon Florence Bergeaud-Blackler, le halal comme « tradition inventée », est le résultat d'un deal entre des pays islamiques et des « marchands capitalistes ». Elle attribue l'impulsion de cette normativité islamique à l'Iran, après la prise de pouvoir de l'ayatollah Khomeini et la révolution iranienne. Soucieuse de son exigence de pureté révolutionnaire, la République islamique d'Iran a envoyé des délégations religieuses chez les fournisseurs étrangers pour exiger des abattages rituels, créant de fait une normativité islamique d'une pratique profane. À ce titre, elle s'inspire de l'économie des conventions sur cette question et fait l'hypothèse que « c'est le marché qui fixe la qualité et non pas la qualité qui fixe le marché »,.
Son ouvrage fait l'objet d'une sévère recension par Mohammed Hocine Benkheira, directeur d'études à l'École pratique des hautes études et spécialiste de la normativité islamique, qui indique que le travail de Bergeaud-Blackler « est fragilisé par une méconnaissance de la doctrine islamique de la boucherie qui invalide l'analyse ainsi que les conclusions qui en sont tirées », et déplore que « selon une mode qui s'est répandue dans le monde académique, l'enquête se métamorphose vite en réquisitoire. Il s'agit moins de comprendre une série de phénomènes que de porter sur eux un jugement évaluatif, pour les déclarer incompatibles avec la République ».

### Autorités, normativités et religions aux défis du numérique
Dans le cadre d'une collaboration avec Blandine Chelini-Pont, GSRL/LID2MS, elle codirige le programme RELINUM, qui questionne l'impact de l'usage croissant des outils numériques sur les institutions et les normes, en particulier juridiques et religieuses.

### Le Frérisme et ses réseaux
En 2023, elle publie chez Odile Jacob Le Frérisme et ses réseaux, l'enquête sur les Frères musulmans, dont la préface, « Frérisme d'atmosphère », est signée de Gilles Kepel. Elle y dénonce une forme d'« islamisme qui s'est déployée à partir des pays non musulmans dès les années 1960 et qui cherche, non pas uniquement à conquérir le pouvoir par le politique, mais aussi et surtout par l'économie et la culture », notamment dans les démocraties occidentales.

#### Réception
L'ouvrage reçoit le prix de la Revue des Deux Mondes, la directrice de la revue, Aurélie Julia, soulignant que « les membres du jury ont voulu récompenser la qualité d'un travail fouillé et érudit sur le mouvement frériste ainsi que le courage d'une femme menacée pour ses recherches ».
Selon Le Monde, Le Frérisme et ses réseaux, contrairement à ses précédents travaux passés relativement inaperçus mais bien considérés par ses collègues, a été diversement accueilli par la presse et souvent critiqué au sein du monde académique.
Selon Judith Waintraub, journaliste au Figaro Magazine, « l'immense mérite de l'enquête que publie Florence Bergeaud-Blackler est de montrer que ces événements sans lien tangible les uns avec les autres servent un même objectif : soumettre l'Europe aux normes du fondamentalisme islamique (...). ». Pour Philippe de Lara, le livre offre « une réponse claire et convaincante » à la double question du « séparatisme islamiste » et de son but.
Le compte rendu publié par Le Monde est plus critique et met en avant la définition trop large du frérisme qui conduit l'auteur à « rater son objet ». Plus grave encore est, selon Christophe Ayad, la liste qu'elle « dresse des « alliés objectifs » du frérisme : militants décoloniaux, écologistes, gauchistes, universitaires ».
Dans un texte intitulé « Islamophobie. Le complotisme d'atmosphère de Florence Bergeaud-Blackler » publié sur le site Orient XXI, Rafik Chekkat considère que « Florence Bergeaud-Blackler partage avec Drumont une intention, une forme, et une méthode : dénouer dans la société l'élément “ frériste ” — qui était naguère l'élément juif. » et que, « [...] présenté comme une recherche universitaire sérieuse, Le Frérisme et ses réseaux est un ouvrage polémique (...) au service d'une vision répressive de l'islam, où l'analyse des textes fondateurs de la confrérie des Frères musulmans le dispute à la confusion la plus totale. ».
Plusieurs autres chercheurs et spécialistes sont critiques concernant la qualité de cet ouvrage, comme Olivier Hanne, historien spécialiste du monde musulman, ou encore Haoues Seniguer, maître de conférences en science politique à Sciences Po Lyon et chercheur au laboratoire Triangle (CNRS, ENS), dernière critique à laquelle elle a répondu.
L'ouvrage fait l'objet d'un examen détaillé publié dans la Revue des mondes musulmans et de la Méditerranée (2024) de l'IREMAM dont la conclusion est extrêmement sévère. Selon Margot Dazey, cette « discussion critique » pointe des « faiblesses méthodologiques et épistémologiques » et « des inexactitudes et approximations empiriques ». En outre, le « registre d'écriture de l'ouvrage, entre comparaisons animalières et descriptions dénigrantes des groupes étudiés, souligne l'ambition polémique plutôt qu'analytique du propos, et les libertés prises avec la déontologie des sciences sociales ». Pour autant, selon cette chargée de recherche au CNRS, la discussion scientifique s'avère difficile tant « contester les prémisses scientifiques de l'ouvrage reviendrait à corroborer sa thèse », car si on suit la thèse de l'ouvrage, « les chercheurs en sciences sociales, consciemment ou non, participent au plan frériste de subversion intellectuelle et idéologique du monde ». Dans ces conditions, l'ouvrage échapperait à toute discussion scientifique permettant d'en souligner les limites.
À l'inverse, lors d'une recension de l'ouvrage dans la revue Politique étrangère, de l'IFRI, Anne-Clémentine Larroque, maîtresse de conférence à Sciences Po Paris et spécialiste de l'idéologie islamiste, conclut qu'« à l'aune de la recrudescence des dérives narratives au nom de l'identitarisme, la légitimité de l'immense travail de Florence Bergeaud-Blackler s'impose aujourd'hui aux attaques et menaces d'individus ne concédant aucune considération au travail scientifique critique. La démarche demeure critique, sans conteste, tout au long de l'ouvrage, n'hésitant pas à cibler les ex-frères et les ambiguïtés de certains chercheurs et institutions ».

#### Attaques sur les réseaux sociaux et menaces de mort
En mars 2023, elle porte plainte pour menaces de mort, à la suite de la parution de son ouvrage. Elle est placée sous protection policière.
Elle reçoit le soutien d'un collectif qui publie dans Le Point une tribune affirmant qu'elle est « la cible d'une cabale par l'entremise d'articles de presse » et qu' « elle est insuffisamment soutenue par les laboratoires de sciences humaines et sociales, qui évitent d'aborder le frérisme »,. Quelques jours plus tard, « le ministère de l'Enseignement supérieur et de la Recherche et la ministre Sylvie Retailleau condamnent fermement les menaces de mort » à son encontre.
Dans un article paru après les menaces, la philosophe et islamologue Razika Adnani apporte son soutien à l'anthropologue et dénonce les attaques dont elle fait l'objet. Razika Adnani souligne que l'acharnement contre Bergeaud-Blackler est incompréhensible et étonnant : « Les islamistes, ceux qui pensent l'islamisme et pas uniquement les Frères musulmans, n'ont jamais caché leur intention et cela non seulement au sujet de la France ou de l'Occident mais de toute l'humanité »,. Une controverse quant à la pertinence conceptuelle de la distinction « Islam-Islamisme » apparait ultérieurement entre les deux femmes,.
Le 4 décembre 2023, le Tribunal judiciaire de Pau condamne un homme à 15 mois de prison ferme pour avoir notamment appelé sur Twitter à la tuer ou à lui faire subir un viol de masse. Florence Bergeaud-Blackler est représentée dans cette procédure par Thibault de Montbrial.

## Prix et décorations
- Chevalier de la Légion d'honneur (2024)[44],[45]
- Prix de la Revue des Deux Mondes, 2023[46]
- Prix Science et laïcité, de l'association Comité Laïcité République, 2023[47],[48]

## Publications

### Ouvrages
- Le Marché halal : ou l'invention d'une tradition, Paris, Seuil, 2017, 272 p. (ISBN 978-2-02-134161-4 et 978-2-02-134164-5, lire en ligne).
- Le Frérisme et ses réseaux, l'enquête, Paris, Odile Jacob, 2023, 399 p. (ISBN 978-2-415-00355-5 et 978-2-415-00356-2, lire en ligne) ; rééd. coll. « Poche / Documents » (no 582), 440 p.  (ISBN 978-2-415-01117-8).

#### En collaboration
- Florence Bergeaud-Blackler (dir.), Les Sens du halal : une norme dans un marché mondial (colloque au Collège de France, Paris, 7 - 8 novembre 2013), Paris, CNRS Éditions, 2015, 340 p. (ISBN 978-2-271-08156-8 et 978-2-271-13024-2, DOI 10.4000/books.editionscnrs.24501, lire en ligne)[49].
- Florence Bergeaud-Blackler et Bruno Bernard, Comprendre le Halal : Concepts économiques, religieux et sociaux face au halal, Liège, EdiPro, coll. « Guide pratique », 2010, 156 p. (ISBN 978-2-87496-109-0 et 978-2-51-101395-3, lire en ligne)[50],[51].
- (en) Florence Bergeaud-Blackler (dir.), Johan Fischer (dir.) et John Lever (dir.), Halal Matters : Islam, Politics and Markets in Global Perspective, Londres et New York, Routledge, 2016, IX-203 p. (ISBN 978-1-13-881275-8, 978-1-13-881276-5 et 978-1-315-74612-8, lire en ligne).
- Florence Bergeaud-Blackler (dir.), Pascal Hubert (dir.), Georges Dallemagne, Nadia Geerts, Fadila Maaroufi, Karan Mersch, Céline Pina et Marcel Sel (préf. Élisabeth Badinter), Cachez cet islamisme : voile et laïcité à l'épreuve de la cancel culture, Paris, La Boîte à Pandore, 2021, 239 p. (ISBN 978-2-8755-7487-9).

### Articles dans des périodiques scientifiques
- « La viande halal peut-elle financer le culte musulman ? », Journal des anthropologues, no 84 « Anthropologie et économie »,‎ 2001, p. 145–171 (DOI 10.4000/jda.2604, lire en ligne).
- « De la viande halal à l'halal food », Revue européenne des migrations internationales, vol. 21, no 3,‎ 2005, p. 125–147 (ISBN 2-911627-45-8, DOI 10.4000/remi.2524, lire en ligne).
- « Halal : d'une norme communautaire à une norme institutionnelle », Journal des anthropologues, nos 106–107 « Des normes à boire et à manger : Production, transformation et consommation des normes alimentaires »,‎ 2006, p. 77–103 (lire en ligne).
- « “Islamiser l'alimentation” : marchés halal et dynamiques normatives », Genèses, Belin, no 89,‎ 2012, p. 61–87 (DOI 10.3917/gen.089.0061, lire en ligne).
- « L'école au défi de l'espace alimentaire halal », Histoire, monde et cultures religieuses, no 32 « Les religions à l'école »,‎ 2014, p. 103–118 (DOI 10.3917/hmc.032.0103, lire en ligne).
- « Comment la “norme halal” travaille le paysage islamique français », Confluences Méditerranée, no 95 « L'islam de France : nouveaux acteurs, nouveaux enjeux »,‎ 2015, p. 91–108 (DOI 10.3917/come.095.0091, lire en ligne).
- « Le marché halal mondial », Revue du Mauss, no 49 « Religion. Le retour ? Entre violence, marché et politique »,‎ 2017, p. 48–61 (DOI 10.3917/rdm.049.0048, lire en ligne).

### Articles dans des revues généralistes
- « Il ne peut pas y avoir de police d'État du halal », La Revue parlementaire,‎ septembre 2016 (lire en ligne).
- « Modest fashion : marketing islamique au salon de l'UOIF », Le Figaro, vox,‎ 19 avril 2019 (lire en ligne).
- « Comment l'économie halal favorise le séparatisme », Marianne,‎ 27 février 2020 (lire en ligne).
- « Marketing islamique : quand fondamentalisme et capitalisme s'allient contre la liberté des femmes », Le Figaro,‎ 6 mars 2020 (lire en ligne).
- « Le hijab et les errements du néo-féminisme », Le Soir,‎ 20 juillet 2020 (lire en ligne).
- « L'Europe de la recherche et le financement des Frères musulmans », Le Point,‎ 18 novembre 2020 (lire en ligne)
- « Pourquoi les islamistes s'en prennent à l'école de la République », Revue des Deux Mondes,‎ 20 novembre 2020 (lire en ligne).

### Rapports de recherche
- (en) Intermediate EU report on the institutional dimensions of Consumer Trust in Food, Aix-Marseille Université, 2004 (HAL halshs-00007191, lire en ligne).
- (en) Florence Bergeaud-Blackler, Adrian Evans et Ari Zivotofski, Halal and Kosher consumers in Europe  : opinions and attitudes towards religious slaughter (FP6-2005-FOOD-4-C), IREMAM, 2010 (HAL halshs-01159510, lire en ligne).
- (en) Luc Mirabito (dir.), Institut de l'élevage, Restraining systems for bovine animals slaughtered without stunning : Welfare and socio-economic implications (SANCO/2012/10357), Commission européenne, 2019 (lire en ligne).